# 다스킬루스상과
다스킬루스상과(Dascilloidea)는 풍뎅이아목 방아벌레하목에 속하는 딱정벌레목의 상과이다. 2개 과를 포함하고 있다..

## 하위 분류
- 다스킬루스과 (Dascillidae) - 15속 약 80여 종
- 립피케라과 (Rhipiceridae) - 7속 20여 종